# Saint-Frion
Saint-Frion är en kommun i departementet Creuse i regionen Nouvelle-Aquitaine i de centrala delarna av Frankrike. Kommunen ligger i kantonen Felletin som tillhör arrondissementet Aubusson. År 2022 hade Saint-Frion 252 invånare.

## Befolkningsutveckling
Antalet invånare i kommunen Saint-Frion
Referens:INSEE